# Michał Romanowski
Michał Jan Romanowski (ur. 1 stycznia 1970 w Warszawie) – polski prawnik, adwokat, profesor nauk prawnych, profesor Uniwersytetu Warszawskiego, specjalista w zakresie prawa cywilnego i prawa handlowego.

## Życiorys
Absolwent VI Liceum Ogólnokształcącego im. Tadeusza Reytana w Warszawie (1989) i studiów prawniczych na Wydziale Prawa i Administracji Uniwersytetu Warszawskiego (1994). W 1997 uzyskał na tym wydziale stopień naukowy doktora nauk prawnych, a w 2004 stopień doktora habilitowanego nauk prawnych na podstawie dorobku naukowego oraz rozprawy Warunkowe podwyższenie kapitału zakładowego (dyscyplina: prawo; specjalność: prawo cywilne). 14 sierpnia 2014 prezydent RP Bronisław Komorowski nadał mu tytuł naukowy profesora nauk prawnych. Profesor Uniwersytetu Warszawskiego w Instytucie Prawa Cywilnego, następnie w Katedrze Prawa Handlowego. 
W latach 2006–2015 członek Komisji Kodyfikacyjnej Prawa Cywilnego. Arbiter w polskich i międzynarodowych postępowaniach arbitrażowych. Posiada uprawnienia adwokackie. Prowadzi kancelarię prawniczą.